# Museu de la Guerra d'Atenes
El Museu de la Guerra d'Atenes (en grec: Πολεμικό Μουσείο), creat el 18 de juliol del 1975, és el museu de les forces armades gregues. Està situat al barri de Kolonaki i l'estació de metro més propera és Evangelismós.
El seu propòsit és l'exposició d'armes i la recerca rellevant en la història de la guerra. Les col·leccions dels museus inclouen la col·lecció d'armes l'exèrcit grec i artefactes d'altres civilitzacions, com la Xina antiga i l'antic Japó. Cobreix totes les èpoques de la història de la guerra.

## Història
El 1964, l'estat hel·lènic va decidir fundar el Museu de la Guerra, que volia honrar a tots els que van lluitar per Grècia i la seva llibertat. El disseny del museu va ser realitzat per un equip de destacats científics, encapçalat pel professor Thoukidides Valentis de la Universitat Tècnica Nacional d'Atenes.
El 18 de juliol de 1975, el president de la república hel·lènica H.E. Constantine Tsatsos i el ministre de Defensa Nacional, Evangelos Averoff-Tositsas, van inaugurar el museu.
El Museu de la Guerra van obrir branques d'aquest a altres ciutats de Grècia: Nàuplia (1988), Khanià (1995), Trípoli (1997) i Salònica (2000). Posteriorment es va obrir el Museu de la Força Aèria grega, i es van portar alguns avions a aquest museu.

## Funció
El seu propòsit i missió és la recollida, conservació i exhibició d'herències bèl·liques, a més de la documentació i estudi de la història de la guerra de Grècia.
Les seves diverses activitats inclouen la publicació de llibres, l'establiment i manteniment de monuments i memorials i l'ajuda a serveis i agències de tota Grècia. El museu també funciona com a espai de formació per a visites escolars.

## Descripció
Les àrees d'exposició del museu es distribueixen en quatre nivells (plantes) i s'exhibeixen imatges de la història grega, des de l'antiguitat fins a l'actualitat. Les peces centrals del museu són armes de les guerres en les quals Grècia va participar. El museu també disposa d'un arxiu, arxiu de fotografies, fitxer històric que inclou una col·lecció de 400 mapes antics, fitxers personals, correspondència, calendaris militars, ordres diàries d'unitats dels segles xix i xx, un centre de conferències format per un amfiteatre, una sala de formació, un vestíbul i una zona de pati. S'organitzen cada any jornades, seminaris, exposicions i recepcions.
El museu compta amb un departament d'investigació i estudi, i un departament de manteniment amb cinc tallers per assegurar el millor i més científic manteniment, atenció i intervenció d'exposicions. Els tallers que formen part del departament de manteniment són un taller de metall, un laboratori d'armes, un taller de mapes, un taller de pintures i un taller de fotografia. Departament d'organització d'exposicions periòdiques.

## Exposicions
A l'exterior s'exposen canons de diverses èpoques, així com avions de la Força Aèria Helenica. A l'interior de l'edifici es troba l'exposició permanent d'armes recollides i la donació de Petros Saroglou, oficial de l'artilleria grega. La col·lecció consisteix en armes de diverses èpoques d'arreu del món, particularment rares i precioses amb les armes més importants de la revolució grega.
S'exposen de mapes i gravats, principalment de Grècia. Exhibeix des de l'antiguitat, que testimonia la presència de l'home des de l'edat neolítica i el primer període del coure fins a l'antiguitat clàssica.
El visitant pot veure exposicions sobre Alexandre el Gran, l'Imperi Romà d'Orient, la Revolució grega de 1821 i la Història de la Grècia moderna. Hi ha exposicions sobre la lluita macedònia de les Guerres Balcàniques, la Primera Guerra Mundial, la guerra greco-turca, la guerra italo-grega i la invasió alemanya a Grècia, la Segona Guerra Mundial i operacions aliades, així com exposicions del Cos Expedicionari Grec a Corea i una sala amb exposicions de la invasió turca de Xipre el 1974.

## Galeria d'imatges

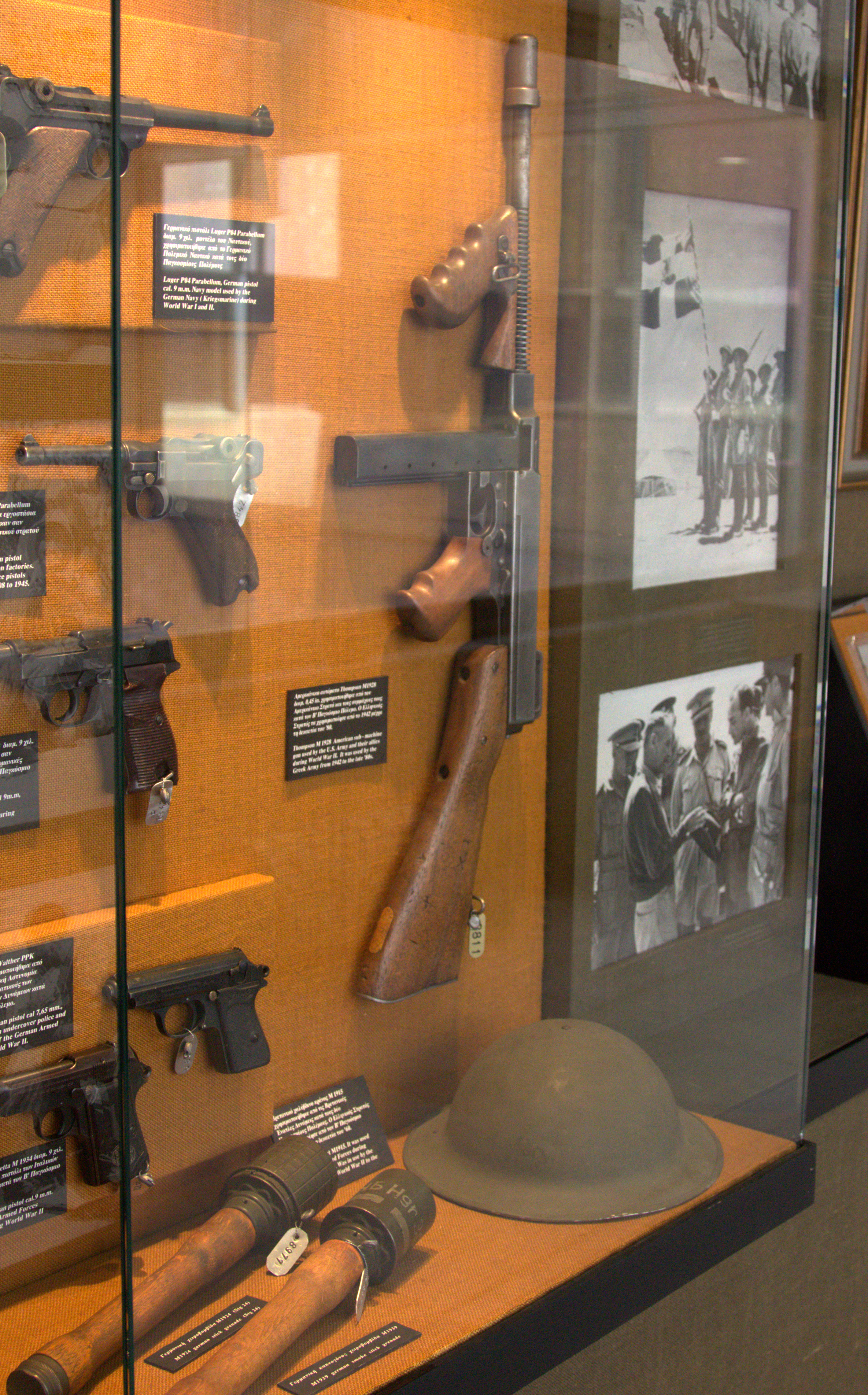
Exposició d'armes
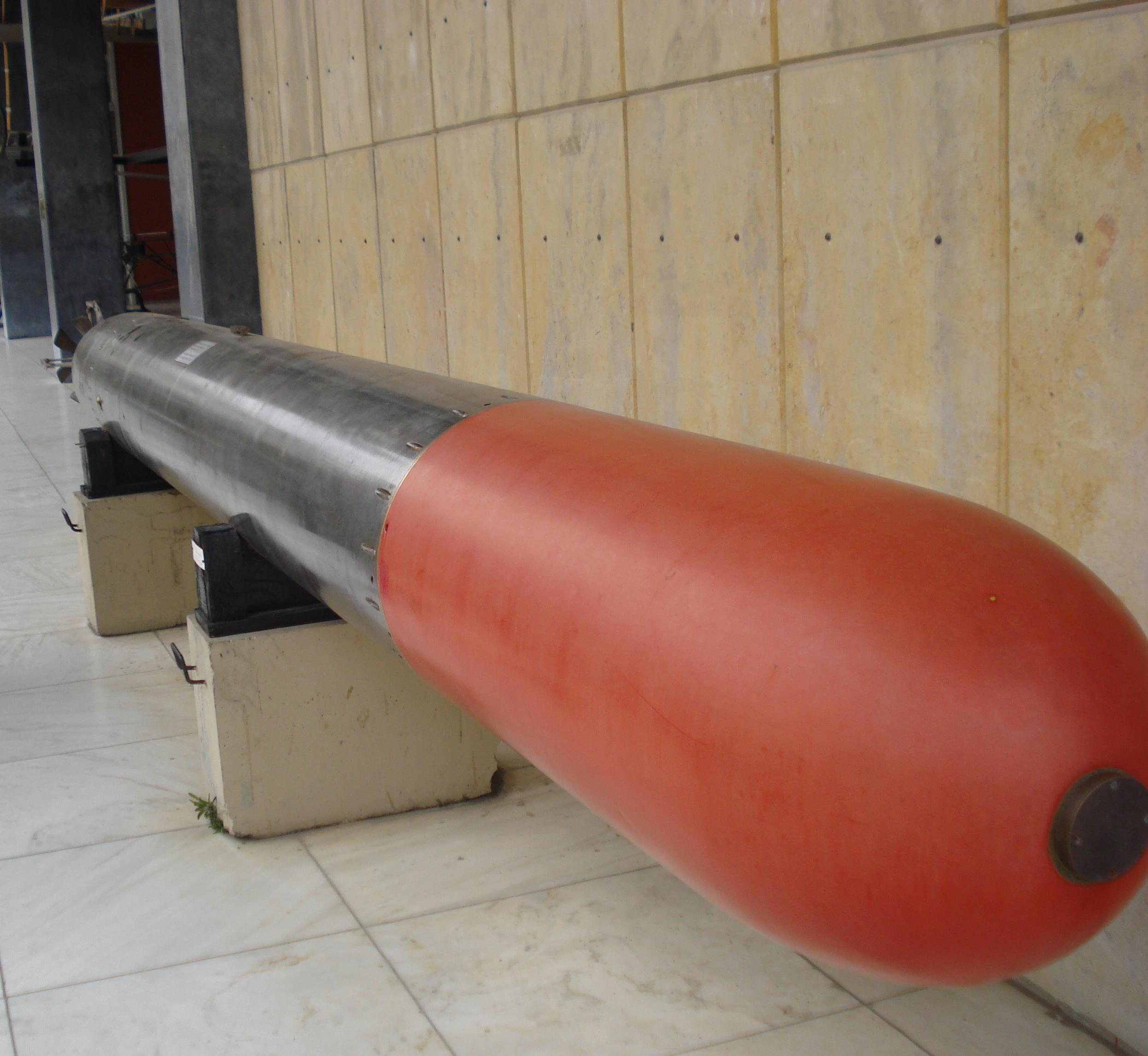
Torpede britànic de 535 cm.
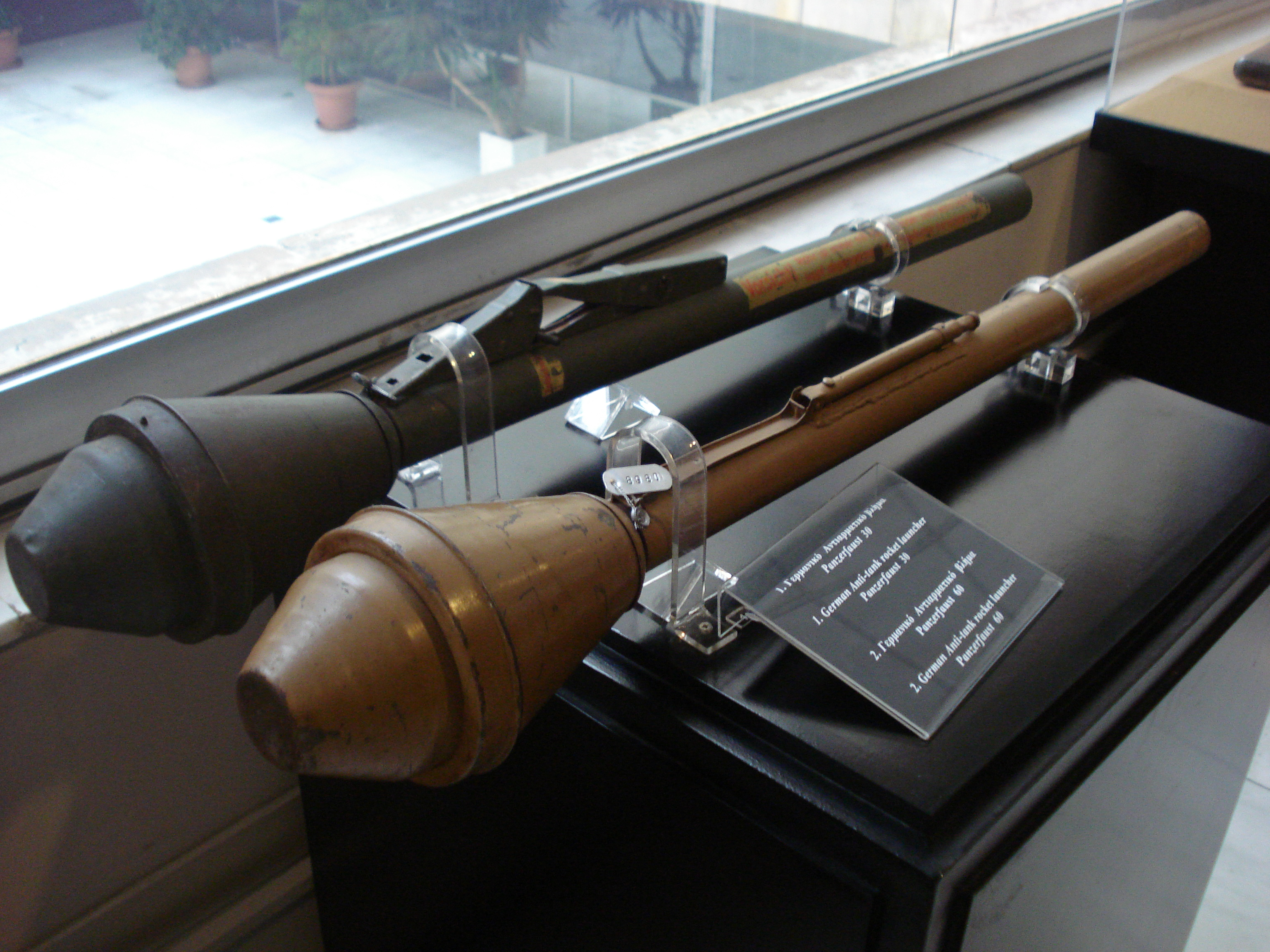
Llançacoets antitanc alemany Panzerfaust 30
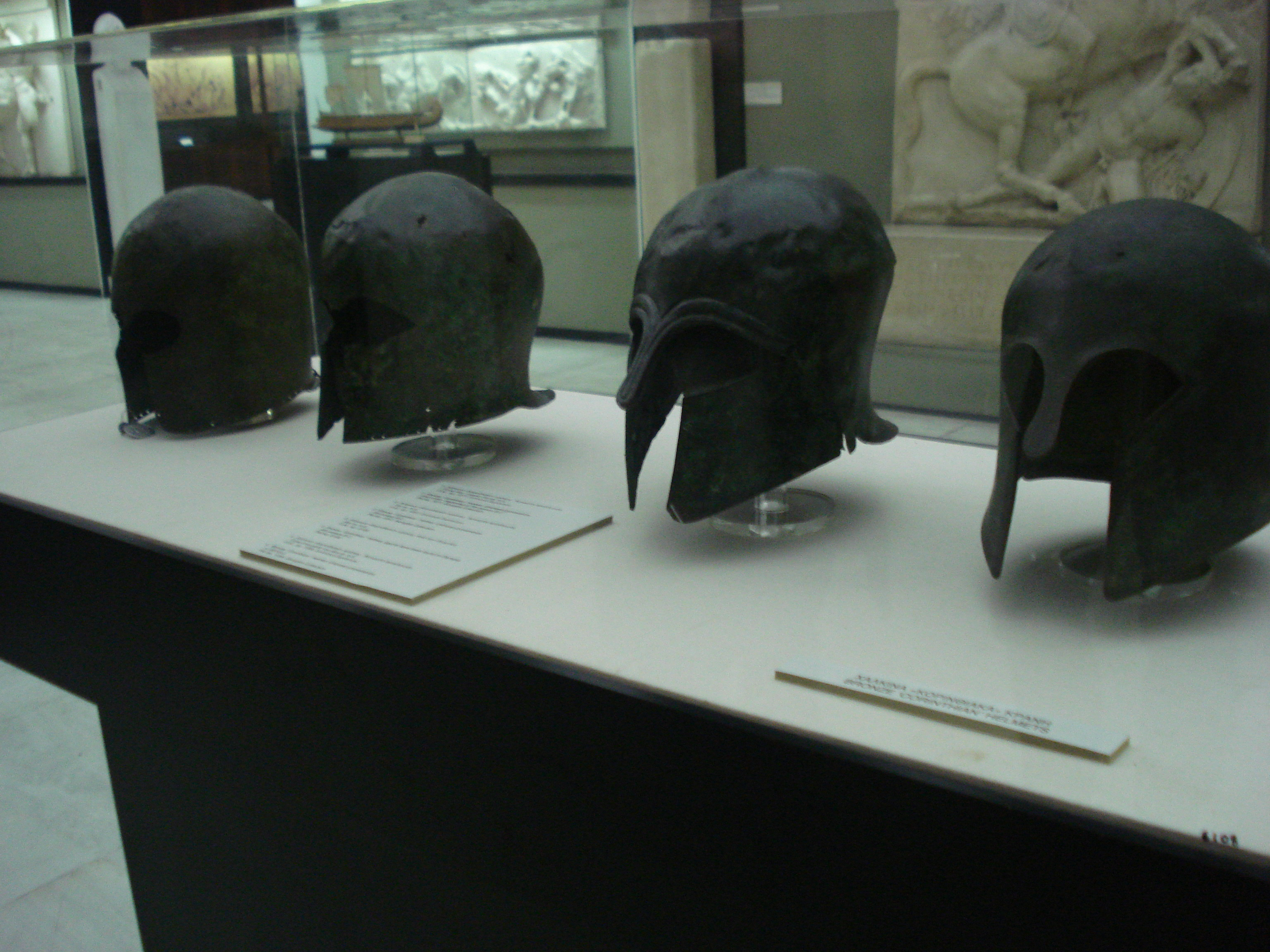
Cascs de bronze corinti